# Guerra del regolamento
La guerra del regolamento o movimento dei regolatori fu una rivolta delle colonia della Carolina nel Nord America Britannico, durata dal 1765 al 1771, in cui i cittadini imbracciarono le armi contro gli ufficiali coloniali. Anche se la ribellione non cambiò la struttura del potere, alcuni storici lo considerano un catalizzatore della guerra d'indipendenza americana.

## Nella cultura di massa
- I regolatori sono descritti come personaggi importanti nel romanzo storico di Jimmy Carter The Hornet's Nest (2003).
- Diana Gabaldon tratta la battaglia di Alamance come evento significativo nel suo romanzo storico di viaggio nel tempo La Croce di Fuoco, il quinto libro della serie di Outlander.